# 35,5 cm Haubitze M1
Il 35,5 Haubitze M1 era un obice pesante d'assedio tedesco, utilizzato dalla Wehrmacht durante la seconda guerra mondiale.

## Storia
L'obice fu sviluppato da Rheinmetall prima della guerra per soddisfare una richiesta dello Heer per un obice super-pesante. Il pezzo rappresenta una versione ingrandita del non pienamente soddisfacente 24 cm Kanone 3. Tra il 1939 ed il 1944 furono prodotti 8 obici.
Durante la battaglia di Francia un obice equipaggiò la schwerster Artillerie-Batterie 810 (810ª batteria di artiglieria pesante), alle dipendenze del I corpo d'armata dell'Heeresgruppe B, e fu impiegato nel bombardamento dei forti belgi della PFL I Line dopo la caduta di Fort Eben-Emael. Dal 27 luglio 1940 la batteria venne assorbita dal schwere Artillerie-Abteilung 641 e combatté sul fronte orientale durante l'Operazione Barbarossa assegnata alla 9. Armee dell'Heeresgruppe Mitte. Nel 1942 il battaglione partecipò all'assedio di Sebastopoli, alle dipendenze della 11. Armee dell'Heeresgruppe Süd, proseguendo con questa verso nord per l'assedio di Leningrado nel 1942. In agosto-settembre 1944 il battaglione con l'M1 partecipò allo sforzo tedesco per soffocare la rivolta di Varsavia.
Stranamente, non risulta mai più di un obice in servizio per tutta la durata della guerra, anche altri 5 furono consegnati nel 1942 e gli altri 2 negli anni successivi.

## Tecnica
L'obice M1 adottava le stesse soluzioni sperimentate sul 24 cm Kanone 3, incluso il sistema a doppio rinculo: la canna rinculava normalmente sulla sua culla a manicotto, munita di un freno di sparo superiore; l'affustino, sul quale era incavalcata la culla, rinculava a sua volta sulle lisce laterali del sottoaffusto. Il cannone brandeggiava a 360° sulla piattaforma di tiro.
L'obice utilizzava un solo tipo di munizione, la granata perforante antibunker Betongranate da 575 kg con cappuccio balistico. La carica di lancio era costituita da una carica base in bossolo metallico e 4 cariche supplementari. La carica massima pesava in totale 234,2 kg e consentiva una gittata di 20 850 m.
Per il trasporto il pezzo veniva scomposto in 6 carichi: culla, canna, affustino, affusto, sezione anteriore della piattaforma con il tamburo rotante e sezione posteriore. Ogni carico era trainato da un trattore d'artiglieria semicingolato Sd.Kfz. 9. Un settimo semicingolato trasportava la gru a portale necessaria per l'assemblaggio del cannone ed il generatore elettrico per alimentarla. L'assemblaggio richiedeva circa 2 ore.